# Allophylus grotei
Allophylus grotei är en kinesträdsväxtart som beskrevs av F. G. Davies & B. Verdcourt. Allophylus grotei ingår i släktet Allophylus och familjen kinesträdsväxter. Inga underarter finns listade i Catalogue of Life.